# Bolitoglossa copia
Bolitoglossa copia is een salamander uit de familie longloze salamanders (Plethodontidae). De soort werd voor het eerst wetenschappelijk beschreven door David Burton Wake, James Hanken en Roberto Ibáñez-Díaz in 2005. De soortaanduiding copia is een eerbetoon aan het stadje El Copé, dat op zijn beurt naar Edward Drinker Cope is vernoemd. Cope beschreef verschillende soorten boleettongsalamanders.

## Uiterlijke kenmerken
Bolitoglossa copia heeft lichaamslengte van circa 81,5 millimeter met een zwarte huidskleur.

## Verspreiding en habitat
De salamander komt voor in delen van Midden-Amerika en leeft endemisch in Panama. De soort is alleen bekend uit bergbossen op ongeveer 1315 meter hoogte boven zeeniveau rondom de Cerro Peña Blanco in de Cordillera Central, gelegen in het Nationaal Park General Omar Torrijos in de provincie Coclé.